# Distrito de Supervisión Turística de Florida Central
El Distrito de Supervisión Turística de Florida Central (CFTOD), anteriormente Distrito de Mejora de Reedy Creek (RCID), es la jurisdicción gobernante y el distrito fiscal especial de los terrenos de Walt Disney World Resort. Abarca 101,2 km² de los condados de Orange y Osceola, en Florida, e incluye las ciudades de Bay Lake y Lake Buena Vista, así como terrenos no incorporados. Actúa con la misma autoridad y responsabilidad que el gobierno de un condado.
El distrito actual se creó el 27 de febrero de 2023, después de que la Legislatura de Florida aprobara el proyecto de ley 9B de la Cámara de Representantes para sustituir la Ley de Mejora de Reedy Creek, aprobada en 1967 a instancias de Walt Disney y su empresa de medios de comunicación homónima durante las fases de planificación de Walt Disney World. La propuesta de Walt Disney de crear la "Comunidad Prototipo Experimental del Mañana" (Experimental Prototype Community of Tomorrow, EPCOT), una auténtica comunidad planificada que serviría de banco de pruebas para nuevas innovaciones urbanísticas, fue uno de los principales argumentos para convencer al gobierno de Florida de que creara la RCID original. Sin embargo, la empresa acabó abandonando los conceptos de Walt Disney para la ciudad experimental, limitándose a construir un complejo turístico similar a sus otros parques.
El Distrito de Mejora de Reedy Creek, gestionado por la compañía Disney, tenía la autoridad de un organismo gubernamental, pero no estaba sujeto a las restricciones de un organismo gubernamental. Eso cambió con la ley de 2023, que otorgó al gobernador de Florida la autoridad para nombrar a los miembros de su junta, sustituyendo a la Junta de Supervisores original de cinco miembros controlada por la Walt Disney Company, propietaria mayoritaria de las tierras del Distrito.
En abril de 2022, la Asamblea Legislativa de Florida aprobó una ley para disolver el RCID y otros distritos especiales creados antes del 5 de noviembre de 1968, un acto que algunos legisladores consideraron una represalia por la oposición de Disney a la controvertida Ley de Derechos de los Padres en la Educación, apodada por sus detractores la ley "No digas gay". La ley habría entrado en vigor en junio de 2023, pero no estaba claro qué pasaría con los 1.000 millones de dólares en bonos del RCID.Los días 9 y 10 de febrero de 2023, la legislatura estatal votó a favor de revertir la mayoría de los cambios, sustituir a los cinco miembros de la junta del RCID elegidos por Disney por cinco miembros nombrados por el Gobernador con la confirmación del Senado del Estado de Florida, y eliminar partes de la autoridad del distrito, como la facultad de construir una central nuclear, un aeropuerto y un estadio El nombre del distrito se cambió el día en que el gobernador Ron DeSantis promulgó la ley, el 27 de febrero de 2023. El 26 de abril de 2023, Disney presentó una demanda contra DeSantis. El juez federal Allen Winsor falló a favor de DeSantis el 31 de enero de 2024, y Disney apeló ante el Tribunal de Apelaciones del 11.er Circuito.El 27 de marzo de 2024, Disney llegó a un acuerdo con el CFTOD sobre sus demandas ante el tribunal estatal y, según el acuerdo, dejó en suspenso la apelación de su demanda federal mientras la compañía negocia un nuevo acuerdo de desarrollo con el CFTOD. El acuerdo se produjo un día después de que DeSantis sustituyera a dos críticos de Disney en el CFTOD por dos partidarios de Disney. y dos semanas después de que la Ley de Derechos de los Padres en la Educación fuera anulada en gran medida por un tribunal.

## Historia

### Creación
Pasos iniciales
Tras el éxito de Disneylandia en California, Walt Disney comenzó a planear un segundo parque en la Costa Este. No le gustaban los negocios que habían surgido alrededor de Disneyland y quería controlar una zona mucho más amplia para el nuevo proyecto En noviembre de 1963 sobrevoló la zona de Orlando y muchos otros posibles emplazamientos. Al ver la red de carreteras bien desarrollada, que incluía la proyectada Interestatal 4 y la autopista Florida's Turnpike, con la Base Aérea McCoy (más tarde Aeropuerto Internacional de Orlando) al este, eligió un emplazamiento céntrico cerca de Bay Lake. Utilizó varias empresas ficticias para comprar terrenos, a precios muy bajos, que con el tiempo se incluirían en el distrito. Los nombres de estas empresas figuran en las ventanas de los pisos superiores de lo que hoy es la sección Main Street USA de Walt Disney World, entre ellas Compass East Corporation; Latin-American Development and Management Corporation; Ayefour Corporation (llamada así por la cercana I-4); Tomahawk Properties, Incorporated; Reedy Creek Ranch, Incorporated; y Bay Lake Properties, Incorporated.
El 11 de marzo de 1966, estos terratenientes, todos ellos filiales al 100% de lo que hoy es The Walt Disney Company, solicitaron al Tribunal de Circuito del Noveno Circuito Judicial, que servía al Condado de Orange, Florida, la creación del Distrito de Drenaje de Reedy Creek en virtud del Capítulo 298 de los Estatutos de Florida. Tras un periodo durante el cual algunos propietarios menores dentro de los límites optaron por no participar, el Distrito de Drenaje se constituyó el 13 de mayo de 1966 como corporación pública. Entre las facultades de un distrito de drenaje se encontraba la de expropiar y adquirir propiedades fuera de sus límites "para uso público". Utilizó este poder al menos una vez para obtener terrenos para el Canal C-1 (Bonnet Creek) a través de terrenos que ahora se están desarrollando como el Bonnet Creek Resort, un complejo turístico que no pertenece a Disney.
Distrito de mejora y ciudades
Walt Disney sabía que sus planes para el terreno serían más fáciles de llevar a cabo con más independencia. Entre las ideas que tenía para su proyecto de Florida se encontraba su propuesta EPCOT, la Comunidad Prototipo Experimental del Mañana, que debía ser una ciudad futurista planificada (y que también se conocía como Progress City). Imaginaba una auténtica ciudad de trabajo con zonas comerciales y residenciales, pero que también siguiera mostrando y probando nuevas ideas y conceptos de vida urbana. Por ello, la compañía Disney solicitó a la Legislatura del Estado de Florida la creación del Distrito de Mejora de Reedy Creek, que tendría una autonomía casi total dentro de sus fronteras. Los residentes de los condados de Orange y Osceola no tendrían que pagar impuestos a menos que fueran residentes del distrito. Servicios como la regulación y planificación del uso del suelo, los códigos de construcción, el control de las aguas superficiales, el drenaje, el tratamiento de residuos, los servicios públicos, las carreteras, los puentes, la protección contra incendios, los servicios médicos de emergencia y los servicios medioambientales serían supervisados por el distrito Las únicas áreas en las que el distrito tendría que someterse al condado y al estado serían los impuestos sobre la propiedad y las inspecciones de ascensores En este esfuerzo de presión también se hizo hincapié en la planeada ciudad EPCOT.
El 12 de mayo de 1967, el gobernador Claude R. Kirk Jr. firmó la Ley de Mejora de Reedy Creek, que añadía los siguientes estatutos de Florida para poner en práctica los planes de Disney:
- El capítulo 67-764 creó el Distrito de Mejora de Reedy Creek;

- El capítulo 67-1104 creó la ciudad de Bay Lake; y

- El capítulo 67-1965 creó la ciudad de Reedy Creek (más tarde rebautizada como ciudad de Lake Buena Vista hacia 1970).

Según una conferencia de prensa celebrada en Winter Park, Florida, el 2 de febrero de 1967, por el vicepresidente de Disney, Donn Tatum, el Distrito de Mejora y las Ciudades se crearon para atender "las necesidades de los residentes", porque la empresa necesitaba su propio gobierno para "aclarar la autoridad del Distrito para (prestar servicios) dentro de los límites del Distrito", y por la naturaleza pública del desarrollo previsto. Los límites originales de la ciudad no abarcaban todo el Distrito de Mejoras; es posible que se pretendiera que fueran las zonas donde se construirían las comunidades para uso residencial. Para mantener el control total del distrito, era importante que Disney limitara los derechos de voto de los habitantes, derechos que sólo debían incluir a los terratenientes que poseyeran más de medio acre. Dado que Disney era propietaria de la mayor parte del terreno, los residentes simplemente alquilarían sus casas. Pero tras el caso Avery contra el condado de Midland de 1968, Disney temió tener que acabar concediendo el derecho de voto a todos los habitantes del distrito, por lo que la población se limitó a los dos municipios de Bay Lake y Lake Buena Vista.

### Desarrollo posterior
Tras la muerte de Walt Disney en 1966, el consejo de administración de la compañía decidió que no quería dedicarse a la gestión de una ciudad y abandonó muchas de sus ideas para Progress City. Las zonas residenciales planificadas por las que Walt abogó en un principio nunca se construyeron. Richard Foglesong argumentaría más tarde en su libro de 2003, Married to the Mouse: Walt Disney World and Orlando, que la compañía Disney abusó de sus poderes al mantener el control absoluto del distrito.
En 1968, el Tribunal Supremo de Florida declaró que la Ley de Mejora de Reedy Creek no infringía ninguna disposición de la Constitución estatal. Dado que la ley, en parte, declara que el Distrito está exento de todas las leyes estatales de regulación del uso del suelo "promulgadas ahora o en el futuro", el Fiscal General de Florida emitió un dictamen en el que afirmaba que esto incluye los requisitos estatales para desarrollos de impacto regional (DRI).
En enero de 1990, el RCID obtuvo una asignación de 57 millones de dólares en bonos estatales libres de impuestos, por encima de una agencia con planes para una urbanización de viviendas para personas con bajos ingresos y de todos los demás solicitantes gubernamentales de una región de seis condados, ya que el estado distribuyó los fondos de los bonos por orden de llegada. Disney fue criticado por la medida, y un candidato republicano a gobernador presentó una demanda para impedir que la RCID utilizara los fondos. Además, un legislador estatal propuso limitar la capacidad de la RCID para solicitar el programa.
En 1993, los terrenos que acabaron convirtiéndose en la ciudad de Celebration (Florida), controlada por Disney y construida con muchas de las ideas originales de Walt Disney, que desde entonces habían evolucionado hacia una forma de Nuevo Urbanismo, se separaron de Bay Lake y del Distrito, para evitar que sus residentes tuvieran poder sobre Disney, al establecer una administración separada de las zonas. Celebration se encuentra en una zona no incorporada del condado de Osceola, separada del resto por una delgada franja de terreno aún incorporado. Esta franja de terreno contiene canales y otros terrenos utilizados por el Distrito.

### Abolición
El 30 de marzo de 2022, el representante estatal Spencer Roach tuiteó que los legisladores de Florida se habían reunido dos veces en la última semana para discutir la posibilidad de derogar la Ley de Mejora de Reedy Creek y despojar a Disney de sus "privilegios especiales" en el estado Roach y el gobernador de Florida, Ron DeSantis, criticaron más tarde a Disney por los "beneficios especiales" de los que disfrutaba la compañía a través del uso del RCID. Roach dijo que había habido intentos anteriores de eliminar el distrito. El 19 de abril de 2022, la senadora Jennifer Bradley creó un análisis de proyecto de ley y una declaración de impacto fiscal para el proyecto de ley. Sin embargo, este análisis no pudo determinar el impacto que el proyecto de ley tendría ni en los residentes atendidos por el distrito especial, ni en los gobiernos locales que absorberían las deudas del distrito.
El 20 de abril de 2022, el Senado de Florida aprobó el Proyecto de Ley del Senado 4C (SB 4C) con una votación de 23-16 que aboliría el distrito fiscal especial. Si se convirtiera en ley, el proyecto disolvería cualquier distrito especial independiente en Florida establecido antes del 5 de noviembre de 1968, incluido el RCID; la disolución entraría en vigor el 1 de junio de 2023. El 21 de abril de 2022, el proyecto fue aprobado por la Cámara de Florida por 70 votos a favor y 38 en contra. (Algunos miembros de la Legislatura de Florida, así como comentaristas políticos, dijeron que el proyecto de ley era probablemente una represalia por el anuncio de Disney de su oposición a la Ley de Derechos de los Padres en la Educación, apodada por los críticos como el "proyecto de ley Don't Say Gay". El representante Dotie Joseph calificó el proyecto de ley SB 4C de "antiamericano" y añadió que se trataba de "castigar a una empresa por atreverse a hablar en contra de la agenda política de derecha radical de un gobernador".
El proyecto de ley que suprimió el distrito no contenía disposiciones sobre la logística o la deuda. En virtud de su ley de habilitación, el estado prometió a los tenedores de bonos que no mermaría la capacidad de Reedy Creek para hacer frente al servicio de su deuda. Al disolver el distrito, la deuda habría sido subsumida por los condados de Orange y Osceola. El 16 de mayo de 2022, el gobernador de Florida, Ron DeSantis, dijo que estaba estudiando la posibilidad de que el gobierno asumiera el control del distrito especial, pero prometió que los contribuyentes locales y estatales no pagarían la deuda pendiente de Reedy Creek.
En 2023, DeSantis anunció que cambiaría el nombre del distrito a Central Florida Tourism Oversight District en lugar de disolverlo, y reemplazaría a cinco miembros de la junta que ha sido seleccionada por Disney, con una nueva junta con cinco miembros elegidos a dedo por el gobernador. Esto fue aprobado por la legislatura del estado de Florida el 9 y 10 de febrero de 2023. El proyecto de ley fue firmado por el gobernador Ron DeSantis el 27 de febrero.
Posibles repercusiones
El proyecto de ley se aprobó tras dos días de debates y sin un análisis del impacto fiscal. Esto dio lugar a debates sobre los efectos del proyecto de ley en los impuestos y la deuda de bonos. Randy Fine, el patrocinador republicano del proyecto de ley en la Cámara de Representantes, afirmó que se podría formar un tipo diferente de distrito que no movería impuestos adicionales a los contribuyentes.
Disney ya paga impuestos sobre la propiedad a los condados de Orange y Osceola. El proyecto de ley no aumentaría los ingresos de estos condados, pero obligaría a ambos a aumentar los servicios dentro de la antigua jurisdicción de la RCID. Un recaudador de impuestos del condado de Orange afirmó que la abolición de la RCID aumentaría los costes para los contribuyentes. El miembro demócrata del Senado de Florida Gary Farmer también destacó la preocupación de que la disolución transferiría más de mil millones de dólares en obligaciones de bonos a todos los contribuyentes de Florida.
Posibles desafíos legales
Los analistas esperaban desafíos legales a la disolución. Uno de los argumentos era que, dado que la ley iba dirigida a Disney como represalia por una postura política, violaba los derechos de libertad de expresión de la empresa en virtud de la Primera Enmienda de la Constitución de Estados Unidos.
Otro argumento es que la disolución viola el contrato que el estado de Florida hizo con los tenedores de bonos de no alterar o limitar los poderes del distrito hasta que todos los bonos fueran pagados, lo que hace que la disolución sea inconstitucional en virtud de la Cláusula Contractual. Según la legislación de Florida, cuando se disuelve un gobierno de distrito especial, como el Reedy Creek Improvement District, la disolución transfiere "el título de todos los bienes propiedad del gobierno del distrito especial preexistente al gobierno local de propósito general, que también asumirá todas las deudas del distrito especial preexistente". " En 1866, el Tribunal Supremo de EE. UU. dictaminó que "una vez que un gobierno local emite un bono basado en una potestad tributaria autorizada, el estado está obligado por contrato y no puede eliminar la potestad tributaria que respalda el bono"
Los contribuyentes locales presentaron una demanda ante un tribunal federal, pero fue desestimada en mayo de 2022 por falta de legitimación activa en relación con la Primera Enmienda y por falta de perjuicio demostrado para los contribuyentes. Ese mismo mes se volvió a presentar ante un tribunal estatal.
Reorganización
El 2 de diciembre de 2022, el Financial Times informó de que estaba en marcha un acuerdo entre el representante Randy Fine, la empresa Disney y otros miembros de la legislatura del estado de Florida para mantener el acuerdo principal del Distrito de Mejora de Reedy Creek, ya que la ley de abolición del Distrito aún no ha entrado en vigor. Según se informa, dicho compromiso se estaba redactando especialmente porque el ex director ejecutivo de Disney, Bob Chapek, que se opuso abiertamente a la ley de Derechos de los Padres en la Educación, fue despedido, y la abolición del Distrito representaría un aumento de impuestos en ciudades y condados de toda Florida, lo que podría poner en peligro la candidatura del gobernador Ron DeSantis por el Partido Republicano en las elecciones presidenciales de 2024.
La preocupación por la posible transferencia de deuda a los condados, y que los contribuyentes de los condados de Orange y Osceola tuvieran que empezar a pagar algunos servicios de Disney World, como la policía, la protección contra incendios y el mantenimiento de carreteras, llevó a la legislatura a revertir mayoritariamente los cambios. Los días 9 y 10 de febrero de 2023, la Cámara de Representantes y el Senado del Estado de Florida, respectivamente, aprobaron sendos proyectos de ley en una sesión especial que permitían mantener el distrito fiscal especial, así como dejar intacta la capacidad de Disney para emitir bonos exentos de impuestos y aprobar planes de desarrollo sin el escrutinio de ciertos reguladores locales. Disney ya no podría nombrar a los cinco miembros de la junta del distrito fiscal, que en su lugar serían nombrados por el Gobernador y confirmados por el Senado del Estado de Florida, y se eliminarían algunas partes de la autoridad del distrito, como el poder de construir potencialmente una planta de energía nuclear, un aeropuerto y un estadio. El Gobernador DeSantis firmó el proyecto de ley el 27 de febrero.

## Geografía
Reedy Creek es una vía fluvial natural cuyo caudal, drenaje y destino se han visto alterados a lo largo de los años por el desarrollo humano. Comienza al oeste de los límites de la ciudad de Bay Lake y Magic Kingdom, y luego serpentea hacia el sur a través de la propiedad de Disney, pasando entre Disney's Animal Kingdom y Blizzard Beach. Cruza la Interestatal 4 y sale de la propiedad de Disney al oeste de Celebration, para discurrir en su mayor parte por territorio no urbanizado al este de Haines City. Desemboca en el lago Russell y sigue fluyendo hacia el sur hasta el lago Cypress, que está conectado a la cadena de lagos Kissimmee.

## Gobierno

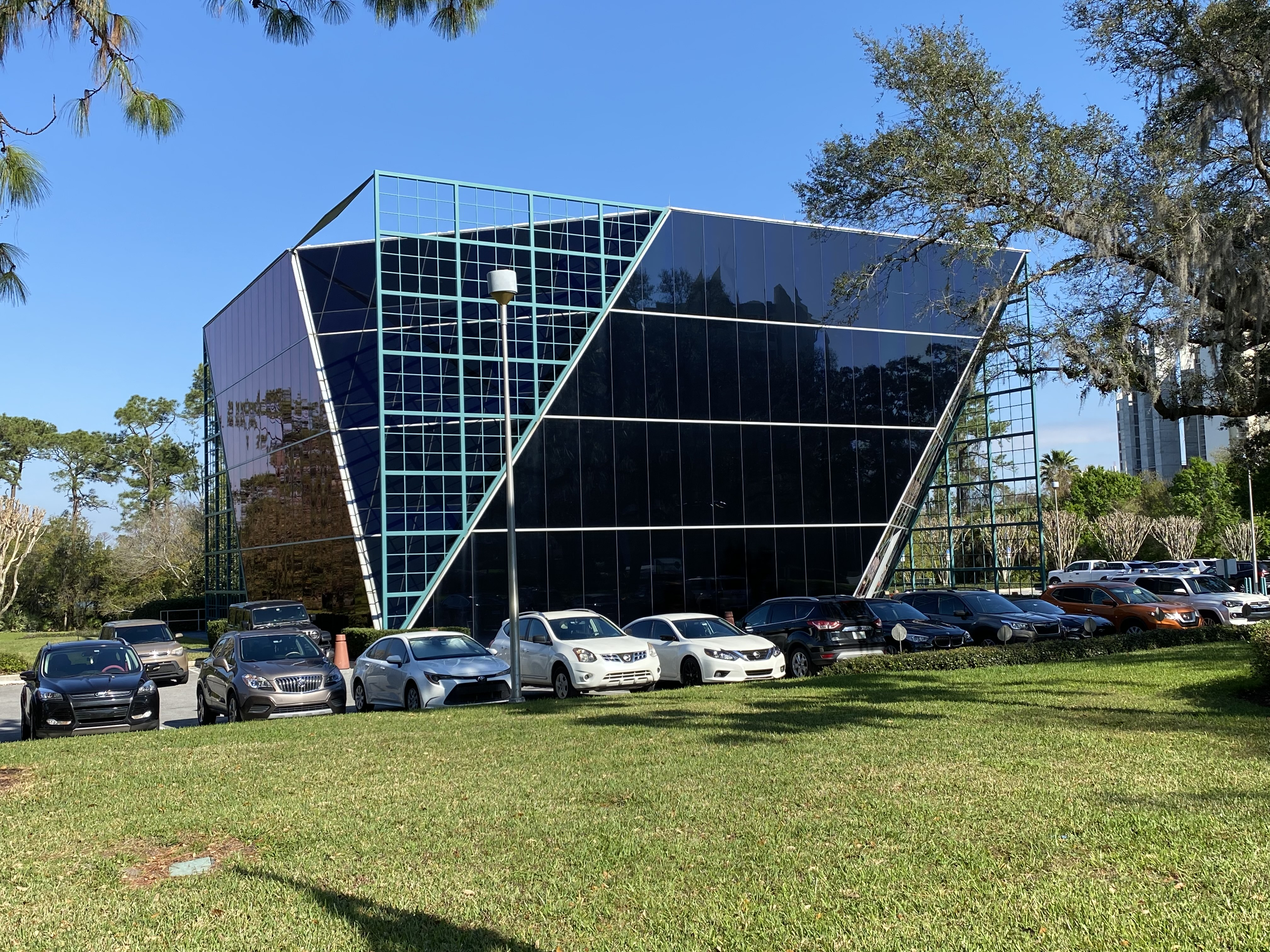
Oficina del Distrito de Mejora de Reedy Creek en Lago Buena Vista

El distrito está gobernado por una Junta de Supervisores de cinco miembros. Cada supervisor es nombrado por el Gobernador de Florida y confirmado por el Senado de Florida. El mandato de los supervisores es de cuatro años, y pueden permanecer en el cargo hasta tres mandatos consecutivos. Cualquier persona empleada actualmente o en los últimos tres años por un parque temático o empresa de entretenimiento tiene prohibido ejercer como supervisor. Los miembros nombrados para la junta tras los cambios en el distrito en 2023, sujetos a la confirmación del Senado, son los siguientes:
- Charbel Barakat

- Bridget Ziegler

- Brian Aungst Jr.

- Craig Mateer

- Ron Peri

Tras los nombramientos surgió la polémica, ya que los cinco miembros propuestos son aliados de Ron DeSantis, han hecho donaciones a sus campañas políticas o participan activamente en otros círculos de derechas. Ziegler fundó Moms for Liberty (Madres por la Libertad), un grupo conservador que promueve políticas escolares y miembros del consejo "antidespertar", y fue una de las principales promotoras de la Ley de Derechos de los Padres en la Educación. Su marido fue elegido para dirigir el Partido Republicano de Florida poco antes de que entraran en vigor los cambios en la gobernanza del distrito. Martín García, el propuesto nuevo presidente de la junta, donó 50.000 dólares al comité de acción política de DeSantis y, según Forbes, "también fue nombrado en un testimonio judicial como consultado cuando la administración de DeSantis se preparaba para suspender al fiscal local Andrew Warren por defender opiniones a favor del derecho al aborto". Ron Peri dirige The Gathering USA, un ministerio cristiano conservador para hombres en Florida, y anteriormente afirmó que "el estrógeno en el agua de las píldoras anticonceptivas" ha contribuido a un aumento de la homosexualidad, y ha calificado la homosexualidad de "vergonzosa", "desviada", y que fue una causa de decadencia del Imperio Romano. Michael Sasso dirige la sección de Orlando de la conservadora Federalist Society, y Brian Aungst Jr. es un abogado conservador del condado de Pinellas nombrado anteriormente para la comisión de nombramientos judiciales del 6.º Circuito.
En el transcurso de dos reuniones públicas, la segunda de las cuales tuvo lugar un día antes de que el nuevo Distrito de Supervisión Turística de Florida Central asumiera el control, The Walt Disney Company y el Distrito de Mejora de Reedy Creek firmaron un acuerdo de desarrollo en el que se establecían cláusulas restrictivas para limitar el poder de gobierno del Distrito de Mejora sobre las propiedades de Disney, entre las que se incluye Walt Disney World. Según Peri, "esto convierte básicamente a Disney en el gobierno. Esta junta pierde, a efectos prácticos, la mayor parte de su capacidad para hacer algo más que mantener las carreteras y mantener las infraestructuras básicas" El acuerdo establecía que, si se consideraba inválido un plazo perpetuo, se utilizaría en su lugar una cláusula de vidas reales: a saber, el acuerdo “continuará hasta veintiún (21) años después de la muerte del último superviviente de los descendientes del rey Carlos III, rey de Inglaterra, vivo en la fecha de este acuerdo”.

### Antigua estructura de gobierno
Antes de la aprobación de la Ley de la Cámara 9 en 2023 (HB 9 2023), la Junta de Supervisores era elegida por los propietarios de tierras del Distrito, que recibían un voto por acre de tierra. Como propietario mayoritario de Reedy Creek, The Walt Disney Company elegía a dedo a los miembros de la Junta Según este modelo, cada miembro era propietario de un terreno no urbanizado de 2,0 hectáreas dentro del Distrito, el único terreno del Distrito que no estaba técnicamente controlado por Disney ni se utilizaba para carreteras públicas.
La sede del Distrito se encuentra en un edificio en Lake Buena Vista, al este de Disney Springs. El Distrito gestiona los siguientes servicios, principalmente al servicio de Disney:
Cumplimiento de la ley - Se contrata a agentes del Condado de Orange, del Condado de Osceola y de la Patrulla de Carreteras de Florida para que vigilen el distrito. La Patrulla de Carreteras de Florida o los ayudantes del sheriff de los condados de Orange y Osceola realizan detenciones y emiten citaciones. Además, Walt Disney Company emplea a unos 800 agentes de seguridad en su división Disney Safety and Security, que mantiene una flota de Chevrolet Equinox de seguridad privada equipados con luces intermitentes ámbar y verde, bengalas, conos de tráfico y tizas de uso común entre los agentes de policía.
El personal de seguridad de Disney participa en el control del tráfico y sólo puede emitir avisos de infracción del personal a los empleados de Disney y del RCID, no al público en general. Las furgonetas de seguridad tenían anteriormente barras de luces rojas, pero tras el escrutinio público a raíz de la muerte de Robb Sipkema,se cambiaron a ámbar para ajustarse a los Estatutos del Estado de Florida.
Protección del medio ambiente: Muchos terrenos han sido donados al Departamento de Regulación Medioambiental de Florida y al Distrito de Gestión del Agua del Sur de Florida como servidumbres de conservación, y el Distrito recopila datos y garantiza que grandes porciones permanezcan en su estado natural de humedales.
Códigos de construcción y ordenación del territorio: Los "Códigos de construcción de EPCOT" se implantaron para proporcionar el tipo de flexibilidad que requeriría la innovadora comunidad de EPCOT. Aun así, la mayoría de las normas y parámetros de diseño son los del Código de Edificación de Florida, que se basa en el Código Internacional de Edificación (IBC) de 2000. Aunque los códigos se actualizan ostensiblemente en ciclos de tres años, la versión más reciente y utilizada actualmente de los Códigos de Construcción de EPCOT es la de 2018 [cita requerida]. Los edificios actuales del RCID están construidos para resistir vientos de 110 mph (180 km/h).
Servicios públicos: El tratamiento y la recogida de aguas residuales, la recuperación de agua, la generación y distribución de electricidad, la eliminación de residuos sólidos, el agua potable, la distribución de gas natural y la distribución de agua caliente y refrigerada se gestionan a través de Reedy Creek Energy Services, que se ha fusionado con Walt Disney World Company.
Carreteras: Muchas de las carreteras principales del Distrito son carreteras públicas mantenidas por el Distrito, mientras que las carreteras secundarias y las que desembocan en atracciones son carreteras privadas mantenidas por Disney; además, la Interestatal 4 y la Carretera 192 de EE.UU., mantenidas por el Estado, atraviesan el Distrito, al igual que parte del derecho de paso de la Carretera 535 del Condado (anteriormente Carretera Estatal 535).
Disney proporciona transporte para huéspedes y empleados en forma de autobuses, transbordadores y monorraíles, bajo el nombre de Disney Transport. Además, varias rutas de autobuses públicos Lynx entran en el Distrito, con servicio cada media hora entre el Centro de Transporte y Venta de Entradas (y las zonas entre bastidores de Magic Kingdom) y Downtown Orlando y Kissimmee, y servicio una vez al día a más puntos, destinado principalmente al personal de limpieza. Hay un servicio cada media hora, a través de Lynx, al Aeropuerto Internacional de Orlando (MCO).

## Bomberos

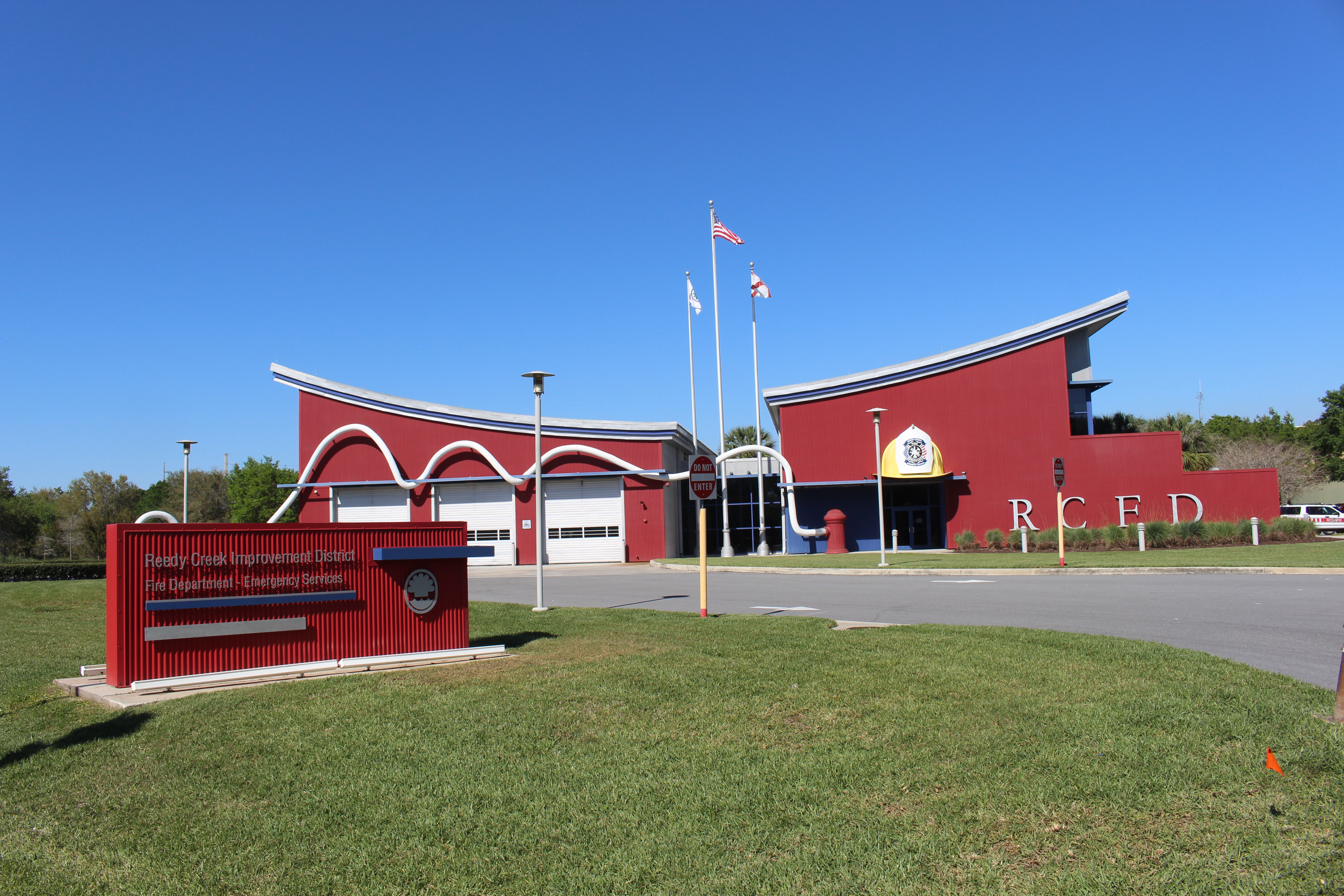
Parque de bomberos 4 de Lago Buena Vista

El Departamento de Bomberos de Reedy Creek (RCFD) se creó en 1968 para proporcionar extinción de incendios a RCID. En la actualidad, el RCFD proporciona extinción de incendios, servicios médicos de emergencia, comunicaciones 911, inspecciones de incendios, servicios técnicos de rescate y mitigación de materiales peligrosos. EMS constituye aproximadamente el 85 por ciento del volumen de llamadas, con RCFD proporcionando tanto Soporte Vital Avanzado como Soporte Vital Básico. Su nombre fue cambiado a The District Fire Department en 2024.
En la actualidad, el RCFD cuenta con cuatro parques de bomberos repartidos por todo el distrito con 138 bomberos repartidos en tres turnos y una plantilla de 86 empleados administrativos y de apoyo, entre los que se incluyen miembros de los equipos EMS (ubicados principalmente en cada uno de los cuatro parques temáticos de Walt Disney World), comunicadores del 911 e inspectores de bomberos. Hay cuatro motores, dos camiones torre, una unidad de escuadrón, ocho ambulancias de rescate y varias unidades especiales.